# Сидоры (Львовская область)
Сидоры (укр. Сидори) — село в Бусской городской общине Золочевского района Львовской области Украины.
Население по переписи 2001 года составляло 82 человека. Занимает площадь 0,59 км². Почтовый индекс — 80530. Телефонный код — 3264.